# Arnd Krüger
Arnd Krüger (nacido el 1 de julio de 1944 en Mühlhausen, Turingia) es un atleta retirado de Alemania especialista en pruebas de media distancia. Diez veces campeón de la República Federal de Alemania, All-America en 1965, en 1968 estaba semifinalista de 1500 m en los Juegos Olímpicos de México 1968. Después de su Bachillerato en Krefeld, estudió literatura inglesa (B.A. 1967 UCLA) e historia moderna y medieval (PhD 1971 Universidad de Colonia), trabajo por la Federación de Deporte como redactor de la revista por entrenadores Leistungssport (1971-1974), después por la Universidad Pedagogía de Berlín como profesor lector de los deportes (1974-1978), como Profesor de la Ciencia del Deporte en la Universidad de Hamburgo (1978 - 1980) y como catedrático de la Ciencia de lo sport y Director del Instituto de Educación Física de Universidad de Gotinga (1980-ff) y varias veces elegido Decano de la Facultad de Ciencias Sociales de su universidad. Estaba Presidente - fundador del Comité Europeo de la Historia Deportiva (1995-1997) y Presidente del Instituto de la Historia Deportiva de la Baja Sajona (2000-2018). El WorldCat tiene 409 de sus publicaciones. Es uno de los pocos Fellows Internacionales alemanes de la Academia Nacional de la Quinesiología Norte Americano.

## Libros
- Arnd Krüger: Die Olympischen Spiele 1936 und die Weltmeinung: ihre außenpolitische Bedeutung unter besonderer Berücksichtigung der USA. Berlín: Bartels & Wernitz, 1972 (= Sportwissenschaftliche Arbeiten Bd. 7). ISBN 3-87039-925-2.
- Arnd Krüger: Theodor Lewald: Sportführer ins Dritte Reich. Berlín: Bartels & Wernitz, 1975 (= Turn- und Sportführer im Dritten Reich, Bdf. 3). ISBN 3-87039-954-6.
- Arnd Krüger: Sport und Politik, Vom Turnvater Jahn zum Staatsamateur. Hannover: Fackelträger 1975. ISBN 3-7716-2087-2.
- Arnd Krüger, Helmut Oberdieck: Kleiner Ratgeber für Leichtathletik-Verletzungen. Berlín: Bartels & Wernitz, 1975. ISBN 3-87039-955-4.
- Arnd Krüger (ed.): Ausgewählte Quellen zum Studium der neueren deutschen Sportgeschichte. (= Beiträge zur Theorie der Leibesübungen und des Sports, Bd. 15). Berlín: PH Berlin 1976.
- Arnd Krüger, Helmut Oberdieck: Guide to Track and Field Injuries. Los Altos, Calif.: Tafnews 1978.
- Louis Burgener, Arnd Krüger, Gerry Redmond, René Meunier, Jörg Schiebel: Sports and Politics. A selected bibliography. Sport et politique: Bibliographie choisie. Paris: Unesco Press et la Baconière 1978 (=Culture 4(2)).
- Arnd Krüger, Dieter Niedlich (eds.): Ursachen der Schulsport-Misere in Deutschland: Festschrift für Professor Konrad Paschen. London: Arena Publ., 1979. ISBN 0-902175-37-8.
- Bruce C Ogilvie, Thomas A Tutko, Arnd Krüger (traducteur): Vom Umgang mit Problemathleten. (=Trainer-Information, Bd. 14). Magglingen: ETS 1980 (3. Aufl. 1983).
- Arnd Krüger: Das Berufsbild des Trainers im Sport: international vergleichende Studie und Perspektiven der Traineraus- und -weiterbildung in der Bundesrepublik Deutschland. (= Schriftenreihe des Bundesinstituts für Sportwissenschaft Bd. 30).Schorndorf: Hofmann, 1975. ISBN 3-7780-7311-7.
- Arnd Krüger: Sport und Gesellschaft. Berlín: Tischler 1981. ISBN 3-922654-06-1.
- Arnd Krüger: Die Reaktionszeit des Sportlers: trainingswissenschaftliche Beiträge (= Beihefte zu Leistungssport Bd. 31). Berlín: Bartels & Wernitz, 1982.
- Dieter Niedlich, Arnd Krüger: 200 neue Basketball-Drills. (= Schriftenreihe zur Praxis der Leibeserziehung und des Sports, Bd. 157). Schorndorf : Hofmann, 1982. ISBN 3-7780-9571-4.
- Arnd Krüger (ed.): Die Entwicklung der Turn- und Sportvereine. (= Jahrbuch des Forums für Sportgeschichte). Berlín: Forum für Sportgeschichte, 1984. ISBN 3-924755-00-0.
- Arnd Krüger, John McClelland (eds.): Die Anfänge des modernen Sports in der Renaissance (= Beiträge und Quellen zu Sport und Gesellschaft, Band 2). Arena Publ., London /Vertrieb in Deutschland: Arnd Krüger, Waake (Im Hacketal 3) 1984, ISBN 0-902175-45-9.
- Arnd Krüger (ed.): Trainingswissenschaftliche Beiträge zum Eishockey. Frankfurt/M: Deutscher Sportbund 1985.
- Arnd Krüger, Dieter Niedlich (eds.): 100 Ballspiel-Fertigkeitstests. (= Schriftenreihe zur Praxis der Leibeserziehung und des Sports, Bd. 181). Schorndorf: Hofmann 1985. ISBN 3-7780-9811-X.
- Arnd Krüger, James Riordan (eds.): Der internationale Arbeitersport: der Schlüssel zum Arbeitersport in 10 Ländern. (=Sport, Arbeit, Gesellschaft Bd. 23). Köln : Pahl-Rugenstein, 1985. ISBN 3-7609-0933-7.
- Wolfgang Buss, Arnd Krüger (eds.): Sportgeschichte: Traditionspflege und Wertewandel: Festschrift zum 75. Geburtstag von Prof. Dr. Wilhelm Henze. (= Schriftenreihe des Niedersächsischen Instituts für Sportgeschichte Hoya e.V., Bd. 2). Duderstadt: Mecke 1985. ISBN 3-923453-03-5.
- Arnd Krüger (ed.): Leibesübungen in Europa I. Die Europäische Gemeinschaft. (=Beiträge und Quellen zu Sport und Gesellschaft Bd. 1). London: Arena Publ. 1985. ISBN 0-902175-42-4.
- Arnd Krüger, Helmut Oberdieck, Manfred Sturm (eds.): Ratgeber für Leichtathletik-Verletzungen. Berlín: Tischler 1986. ISBN 3-922654-15-0.
- Arnd Krüger (ed.): Beiträge zur niedersächsischen Sportgeschichte: der Dr.-Bernhard-Zimmermann-Preis 1984. (=Schriftenreihe des Niedersächsischen Instituts für Sportgeschichte Hoya e.V. Bd. 4). Duderstadt: Mecke, 1986. ISBN 3-923453-05-1.
- Arnd Krüger, James Riordan, Takuro Ueno (eds.): Der internationale Arbeitersport: der Schlüssel zum Arbeitersport in 10 Ländern.(jap. 論集国際労働者スポーツ). Tokio: Minshusha 1988. JPNO: 89016897.
- John Marshall Carter, Arnd Krüger (eds.): Ritual and record: sports records and quantification in pre-modern societies. (= Contributions to the study of world history Bd. 17). Westport, Conn.: Greenwood, 1990. ISBN 0-313-25699-3.
- Arnd Krüger, 	Pierangela Badia Mazzeschi (eds.): Educazione fisica in Europa I: la comunità Europea. L'Aquila: Tazzi 1990.
- John Milton Hoberman, Arnd Krüger (Guest Editors): Journal of Sport History. 17 (1990), 2 (Special Issue. German Sport History). ISSN 2155-8450.
- Arnd Krüger, Lothar Wieser, Ingela Bartsch: Informationseinrichtungen im Sport. Informationsstellen auf dem Gebiete des Sports in der Bundesrepublik Deutschland(= Bundesinstitut für Sportwissenschaft 1/91). Köln: Strauß 1991, ISBN 3-89001-151-9.
- Arnd Krüger, Hans Langenfeld (eds.): Sport in Hannover - von der Stadtgründung bis heute. Göttingen: Die Werkstatt 1991, ISBN 3-923478-56-9.
- Arnd Krüger, Swantje Scharenberg (eds.): Wie die Medien den Sport aufbereiten. Ausgewählte Aspekte der Sportpublizistik. (= Beiträge und Quellen zu Sport und Gesellschaft Bd. 5). Berlín: Tischler 1993, ISBN 3-922654-35-5.
- Arnd Krüger, Kristina Damm-Volk (eds.): Sportsponsoring. Theorie - Praxis - Fallstudien. Berlín: Tischler 1994, ISBN 3-922654-38-X.
- Arnd Krüger, Bernd Wedemeyer-Kolwe (eds.): Kraftkörper - Körperkraft. Zum Verständnis von Körperkultur und Fitness gestern und heute. Begleitheft zur Ausstellung in der Eingangshalle der neuen Universitätsbibliothek. 3.7. - 31.7. 1995 (= Göttinger Bibliotheksschriften, Bd. 8). Göttingen: Universitätsdruckerei 1995. ISBN 3-930457-06-7.
- Axel Dreyer, Arnd Krüger (eds.): Sporttourismus: Management- und Marketing-Handbuch. München: Oldenbourg 1995. ISBN 3-486-23099-9.
- Arnd Krüger, Susanne Gebauer: Informationseinrichtungen im Sport: eine Erhebung in Deutschland, Österreich und der Schweiz. (= Bundesinstitut für Sportwissenschaft 6/95). Köln: Strauß 1995. ISBN 3-89001-185-3.
- Arnd Krüger, James Riordan (eds.): The Story of Worker Sport. Champaign, Ill.: Human Kinetics 1996. ISBN 0-87322-874-X.
- Arnd Krüger, Angela Teja (eds.): La Comune Eredità dello Sport in Europa. Atti del 1o Seminario Europeo di Storia dello Sport. Rom: Scuola dello Sport - CONI, 1997.
- Else Trangbæk, Arnd Krüger (eds.): Gender and Sport from European Perspectives. Kopenhagen: University of Copenhagen 1999, ISBN 87-89361-67-9.
- Arnd Krüger, Else Trangbæk (eds.): The History of Physical Education and Sport from European Perspectives. Kopenhagen: University of Copenhagen 1999. ISBN 87-89361-69-5.
- James Riordan, Arnd Krüger (eds.): The International Politics of Sport in the 20th Century. London: Routledge 1999, ISBN 0-419-21160-8.
- Arnd Krüger, Bernd Wedemeyer-Kolwe (eds.): Aus Biographien Sportgeschichte lernen. Festschrift zum 90. Geburtstag von Prof. Dr. Wilhelm Henze (= Schriftenreihe des NISH Bd. 14). Hoya: NISH 2000. ISBN 3-932423-07-0.
- Arnd Krüger, Angela Teja, Else Trangbæk (eds.): Europäische Perspektiven zur Geschichte von Sport, Kultur und Tourismus. (= Beiträge und Quellen zu Sport und Gesellschaft Bd. 11). Berlín: Tischler 2000, ISBN 3-922654-48-7.
- Arnd Krüger, Angela Teja, Else Trangbæk (eds.): Europäische Perspektiven zur Geschichte von Sport, Kultur und Politik. (= Beiträge und Quellen zu Sport und Gesellschaft Bd. 12). Berlín: Tischler 2001, ISBN 3-922654-49-5.
- Arnd Krüger, Joachim K. Rühl (eds.): Aus lokaler Sportgeschichte lernen (=Schriften der Deutschen Vereinigung für Sportwissenschaft Bd. 119). Hamburg: Czwalina 2001, ISBN 3-88020-383-0.
- Wolfgang Buss, Arnd Krüger (eds.) : Transformationen: Kontinuitäten und Veränderungen in der Sportgeschichte – Transformations: Continuity and Change in Sport History. 2 vols. (= Schriftenreihe des NISH Bd. 16 und 17) Hoya: NISH 2002. ISBN 3-932423-11-9; 3-932423-12-7
- James Riordan, Arnd Krüger (eds.): European Cultures in Sport. Examining the Nations and the Regions. Bristol: Intellect 2003, ISBN 1-84150-014-3.
- Arnd Krüger, William Murray (eds.): The Nazi Olympics. Sport, Politics and Appeasement in the 1930s. Champaign, IL: Univ. of Illinois Press 2003, ISBN 0-252-02815-5.
- James Riordan, Arnd Krüger, Thierry Terret (eds.): Histoire du sport en Europe. Paris: L'Harmattan 2004, ISBN 2-7475-5881-9.
- Arnd Krüger, Axel Dreyer (eds.): Sportmanagement. Eine themenbezogene Einführung. München: Oldenbourg 2004. ISBN 3-486-20030-5.
- Angela Teja, Arnd Krüger, James Riordan (eds.): Sport e Culture – Sport and Cultures. (=Atti del IX Congreso internazionale dell' European Committee for Sport History (CESH). Crotone, Italia 26.-29.09.2004). Calopezzati (CVS): Ed. di Convento. 2005. ISBN 88-7862-003-3.
- Wolfgang Buss, Sven Güldenpfennig, Arnd Krüger (eds.): Zur Neubegründung der Olympischen Idee. Denkanstöße. (=Beiträge und Quellen zu Sport und Gesellschaft Bd. 13). Wiesbaden: R. Stumm 2006, ISBN 3-9808392-2-2.
- Susan Bady, Annette Hofmann, Arnd Krüger (eds.): Gender, Body and Sport in Historical and Transnational Perspectives. Festschrift für Gigliola Gori. Hamburg: Dr. Kovac 2007, ISBN 978-3-8300-3038-6.
- Arnd Krüger, Bernd Wedemeyer-Kolwe (eds.): Vergessen, Verdrängt, Abgelehnt. Zur Geschichte der Ausgrenzung im Sport. (= Schriftenreihe des Niedersächsischen Instituts für Sportgeschichte Hoya, Band 21). Münster: LIT-Verlag 2009. ISBN 978-3-643-10338-3.
- Arnd Krüger, Swantje Scharenberg (eds.): Zeiten für Helden - Zeiten für Berühmtheiten im Sport. (=Schriftenreihe des Niedersächsischen Instituts für Sportgeschichte, Bd. 22). Münster: LIT 2014. ISBN 978-3-643-12498-2.
- Arnd Krüger (ed.): Mind the Gap. The role of suppression, purges, and rejection in sports history and sports historiography. (= Materiales para la historia del deporte 24, 2023), ISSN 2340-7166.